# Sarcofago del Passaggio del Mar Rosso

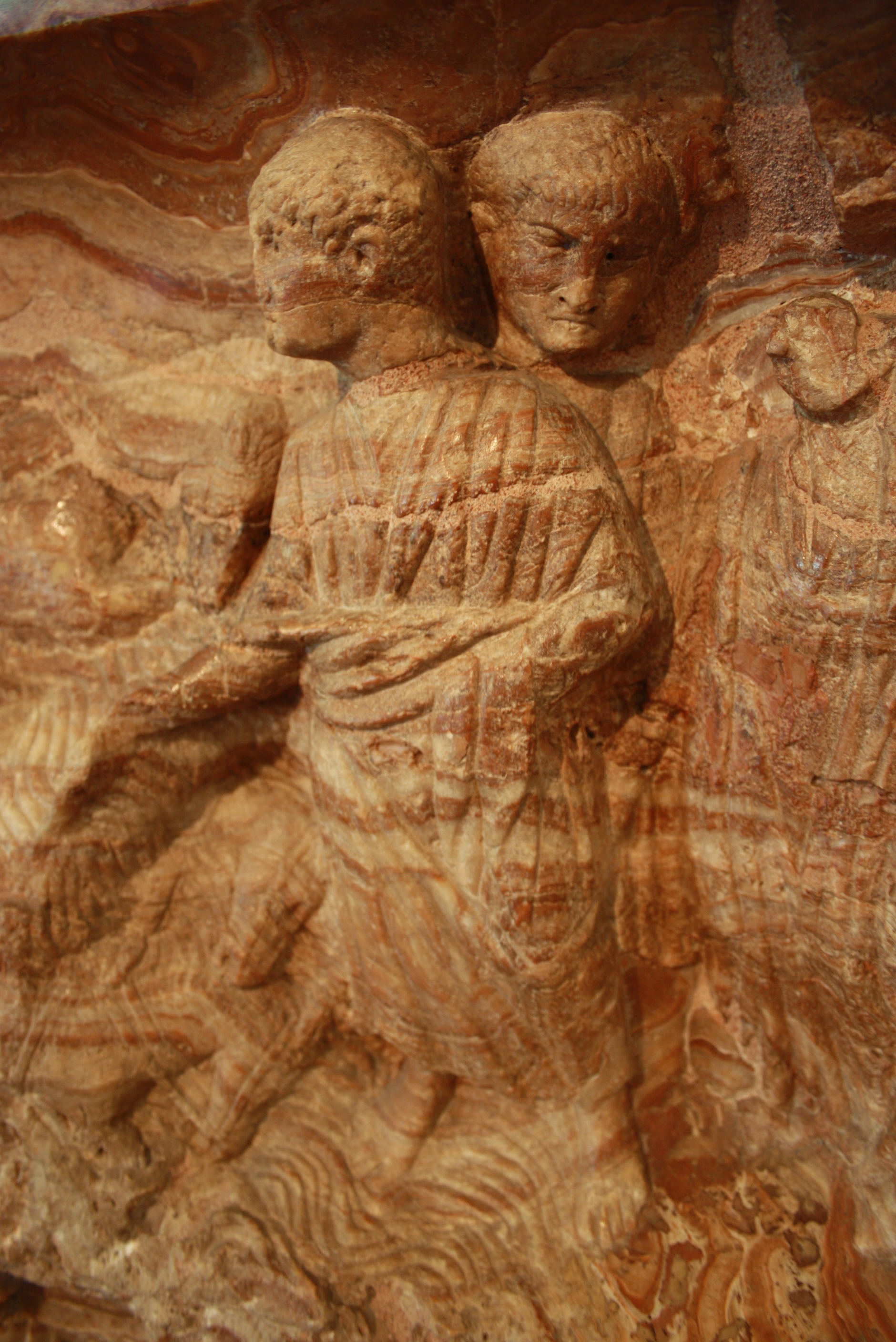
Dettaglio di Mosè

Il sarcofago del Passaggio del Mar Rosso è una scultura frammentaria in onice rosso africano, databile alla metà del IV secolo d.C. e conservata nel museo di Santa Giulia di Brescia.

## Storia
Il sarcofago proviene dalla chiesa di San Faustino ad Sanguinem di Brescia, sul cui sito insiste oggi la chiesa di Sant'Angela Merici, e viene probabilmente realizzato alla metà del IV secolo d.C. per il prestigioso fine di accogliere le reliquie nei santi Faustino e Giovita, martirizzati nel II secolo d.C.. La destinazione del manufatto non cambia verosimilmente fino al IX secolo, quando avviene la traslazione delle reliquie nella chiesa dei Santi Faustino e Giovita per volere del vescovo Ramperto, che provvede anche alla fabbricazione di una nuova arca. La pregevolezza del sarcofago ne garantisce probabilmente la conservazione nei secoli e viene reimpiegato per altri usi. Nel 1602, l'abate del monastero annesso alla chiesa Ascanio Martinengo descrive le sorti dell'arca del vescovo Felice, vissuto nel VII secolo, che verosimilmente era il sarcofago tardoantico in questione:
(Ascanio Martinengo, Vite de' gloriosi santi martiri Faustino et Giovita, e di Sant'Afra et d'altri santi bresciani, p. 216.)
Giuseppe Brunati, nel 1854, ritiene a sua volta che l'arca perduta fosse un'opera d'arte romana del IV o V secolo e destinata alle spoglie di un notabile. Sostiene inoltre che le reliquie di san Felice vi erano state poste nel 1508, deducendo la data da una provvisione del Comune di Brescia di quell'anno, in cui si dispone la loro traslazione "in arca alabastri". Il Brunati, tuttavia, non collega direttamente l'opera narrata da Ascanio Martinengo con il frammento tuttora esistente, dato che all'epoca ogni pezzo rimasto era ormai completamente scomparso. La lastra istoriata superstite, assieme a un frammento liscio, viene recuperata nel 1945 durante la ricostruzione post-bombardamento della chiesa di Sant'Afra, ex San Faustino ad Sanguinem e dedicata a Sant'Angela Merici alla conclusione del cantiere. La correlazione critica tra il frammento recuperato, e in seguito musealizzato, e la ex arca di san Felice descritta dal Martinengo nel 1602 è stata introdotta da Vito Zani nel 2010.

## Descrizione e stile
L'opera rappresenta un frammento del fronte del sarcofago e si distinguono tre scene raffigurate, tratte dalla Bibbia. La principale, estesa alla maggior parte della superficie della lastra, rappresenta il Passaggio del Mar Rosso. La fascia inferiore, troncata a metà altezza, è invece divisa in due settori: in quello di sinistra si distingue la Resurrezione di Lazzaro, in quello di destra l'Incredulità di san Tommaso.
Il manufatto è tra le opere più rappresentative dell'arte paleocristiana a Brescia dopo la Lipsanoteca ed è testimonianza del diffondersi, in età tardoantica, dell'uso di seppellire in prestigiosi sarcofagi i più venerati santi e martiri dell'epoca, mutuando questa consuetudine direttamente dall'età romana. In questo caso, in particolare, non si ricorre a pregevoli sarcofagi romani preesistenti o al reimpiego di altri manufatti lapidei, bensì vi è una specifica commissione, con un ricco e complesso programma iconografico, rivolta a maestranze d'alto livello e servendosi di materiali esotici e costosi.